# 蓋岡角
蓋岡角（英語：Guéguen Point）是南極洲的海岬，位於威廉群島地區，處於霍夫高島南端，由讓-巴蒂斯特·夏古率領的法國探險隊繪入地圖和命名，現時由南極條約體系管理。